# Mykolaj (Počtovyj)
Mykolaj (světským jménem: Olexandr Georgijovyč Počtovyj; * 13. března 1970, Kyjev) je ukrajinský duchovní Ukrajinské pravoslavné církve Moskevského patriarchátu a metropolita kirovohradský a novomyrhorodský.

## Život
Narodil se 13. března 1970 v Kyjevě v rodině kněze.
Po střední škole v Kanivě nastoupil na povinnou vojenskou službu, kterou dokončil roku 1990. Poté začal studovat na Kyjevském duchovním semináři. Dne 25. července 1992 byl metropolitou Volodymyrem (Sabodanem) rukopoložen na diákona a 23. srpna biskupem Sofronijem (Dmytrukem) na jereje.
Dne 18. září 1992 se stal představeným chrámu Svaté Trojice ve vesnici Helmjaziv Čerkaské oblasti.
Roku 1996 dokončil seminář a nastoupil na Kyjevskou duchovní akademii.
Dne 10. března 1999 byl postřižen na monacha se jménem Mykolaj na počest svatého Nikolaje Japonského.
Dne 14. června 2000 byl jmenován duchovním chrámu svatého Michaela Kyjevského v Kyjevě. Následující rok byl povýšen na igumena.
Dne 9. června 2003 byl poslán sloužit do Florovského monastýru.
Od 9. června 2006 byl představeným kyjevského chrámu svatých Věry, Naděždy, Ljuby a jejich matky Sofie.
Dne 19. května 2008 se stal duchovním chrámu svatého Demetria Soluňského a 27. října jeho představeným.
Dne 5. srpna 2008 byl zařazen do Synodního oddělením pro náboženské vzdělávání a katechezi. Na Velikonoce roku 2009 byl povýšen na archimandritu.
Dne 11. března 2013 byl jmenován předsedou informační a vzdělávacího oddělení kyjevské eparchie.
Dne 15. března 2013 jej Svatý synod Ukrajinské pravoslavné církve zvolil biskupem vasylkivským a vikářem kyjevské eparchie. Následující den byl oficiálně jmenován biskupem a 17. března proběhla jeho biskupská chirotonie. Hlavním světitelem byl metropolita kyjevský a celé Ukrajiny Volodymyr (Sabodan).
Dne 17. srpna 2020 byl povýšen na arcibiskupa.
Dne 23. listopadu 2022 byl ustanoven arcibiskupem kirovohradským novomyrhorodským.
Dne 17. srpna 2023 byl povýšen na metropolitu.